# Malin 1
Malin 1 – galaktyka spiralna znajdująca się w konstelacji Warkocza Bereniki. Galaktyka ta jest odległa o około 1 miliard lat świetlnych od Ziemi, a jej średnica wynosi około 600 tys. lat świetlnych. Została odkryta w 1987 roku przez Davida Malina, brytyjsko-australijskiego astronoma i fotografa.
Malin 1 jest olbrzymią, ale słabą galaktyką spiralną. Z nieznanych przyczyn jest mało aktywna gwiazdotwórczo. Z danych obserwacyjnych zdaje się wynikać, że galaktyki o tak małej jasności powierzchniowej jaką ma Malin 1 mogą stanowić nawet połowę wszystkich odkrytych galaktyk. Jest to jedna z największych galaktyk tego typu.